# Юсуф Ижбулатов
Юсуп Ижбулатов (Юсуф Ишбулатов) (тат. Йосыф Ишбулатов) (ум. после 1748, Казань) — служилый татарин, общественный и религиозный деятель, переводчик.

## Биография
В 1722 году, по поручению Петра Первого, совместно с ахуном Кадырметом Сунчалеевым скопировал и перевёл около 50 образцов булгарских надгробных надписей для петербургской Кунсткамеры.
В 1723 году был отправлен в персидскую провинцию Гилянь из Казани с секретарем Семеном Аврамовым в составе группы из 23 казанских слободских татар для переводов писем и толмачества персидского языка.
Первый известный русский перевод персидского сочинения «Дербенд-наме» был осуществлен «перевотчиком ориентальных языков» Юсупом Ижбулатовым в 1726 г., находившимся в городе Решт (область Гилян). Он выполнил свой перевод с некоей ныне утерянной персидской рукописи. Этот первый по времени русский перевод пока остается в неизданном состоянии и хранится среди «портфелей» Г.Ф. Миллера в Московском архиве Министерства иностранных дел РФ.